# WTOP-FM
WTOP-FM (103.5 FM) é uma estação de rádio comercial de notícias licenciada para servir Washington, D.C. De propriedade da Hubbard Broadcasting. WTOP transmite em 103,5 FM na área metropolitana de Washintgon. Também pode ser ouvida em 107,7 FM na Virgínia e em 103,9 FM em Frederick, Maryland. A estação de rádio da WTOP pode ser ouvida a oeste de Warrenton, Virgínia, ao norte de Baltimore, Maryland, a leste da Baía de Chesapeake e ao sul de Fredericksburg, Virgínia. A transmissão ao vivo da WTOP também está disponível no WTOP.com e na Alexa, bem como no HD Radio (103.5 HD-1).

## História
A estação entrou no ar pela primeira vez em setembro de 1926 e mudou para as letras "WTOP" em 1943. Suas novas letras de chamada foram herdadas de uma estação de rádio da polícia em Tiffen, Ohio, chamada Tiffen Ohio Police. Depois de passar por várias mudanças de formato na década de 60, a WTOP Radio passou a ter um formato apenas de notícias em 9 de março de 1969.
O site da WTOP, WTOP.com, foi lançado em 1996.